# 花瓶
花瓶（かびん）は切花を挿す目的で用いられる容器（花器）である。一般には置物であるが、壁に掛けて用いるものは掛け花瓶という。なお、花器の花篭には花瓶と一体になっているものと分離しており内部に花瓶を収めるものとがある。

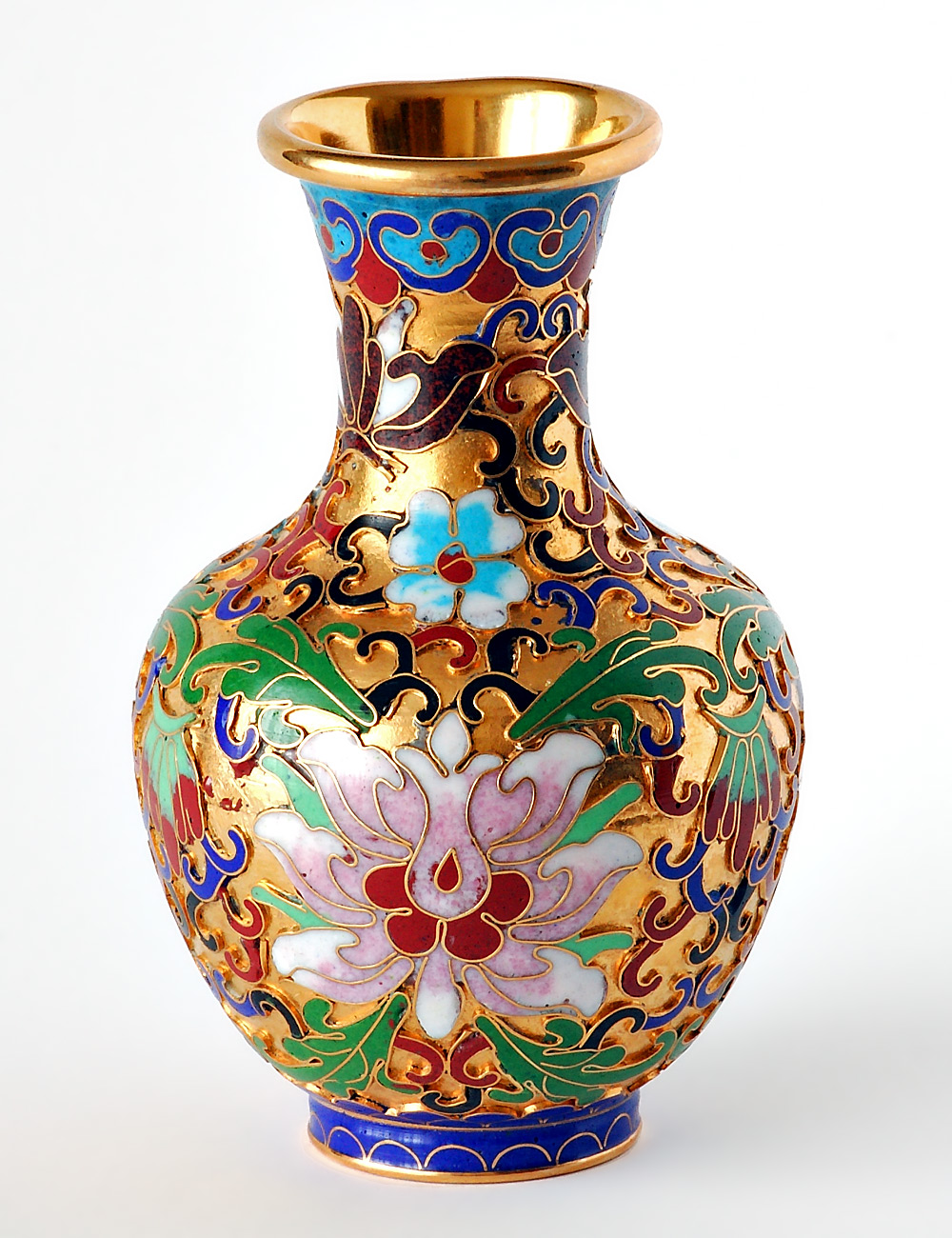
中国の花瓶

## 概要
花瓶の色、形、模様、材質、および大きさは多様性に富む。多くの花瓶は、挿された花をより良く見せるようにデザインされている。花瓶の外見は中に挿される花の印象を左右する重要な要素であり、同じ花であっても別の花瓶に飾れば異なる雰囲気を醸し出すこともしばしばである。
花瓶の構造上の各部分は、人体構造の各部分に例えられる。花瓶の底はしばしば足と呼ばれる。花瓶が容易に倒れないように、足は安定感があるよう設計されている。足の上に胴があり、多くの場合、膨らみを伴う。胴の上部である肩にて、花瓶の径は急速に狭まり、首につながり、花を挿しこむ口が開いている。もっとも、すべての花瓶がこれに当てはまるわけではない。たとえば、掛け花瓶の足は、尖っていたり丸みを帯びているため自立できないものもある。現代的な掛け花瓶の中には、首と胴の境がない試験管のような形をしたものも存在する。
一般的に蓋はなく、水を入れることから、耐水性がある陶器や磁器・金属などの材料が用いられる。
小型のものは一輪挿しと呼ばれる。

## 花瓶の歴史

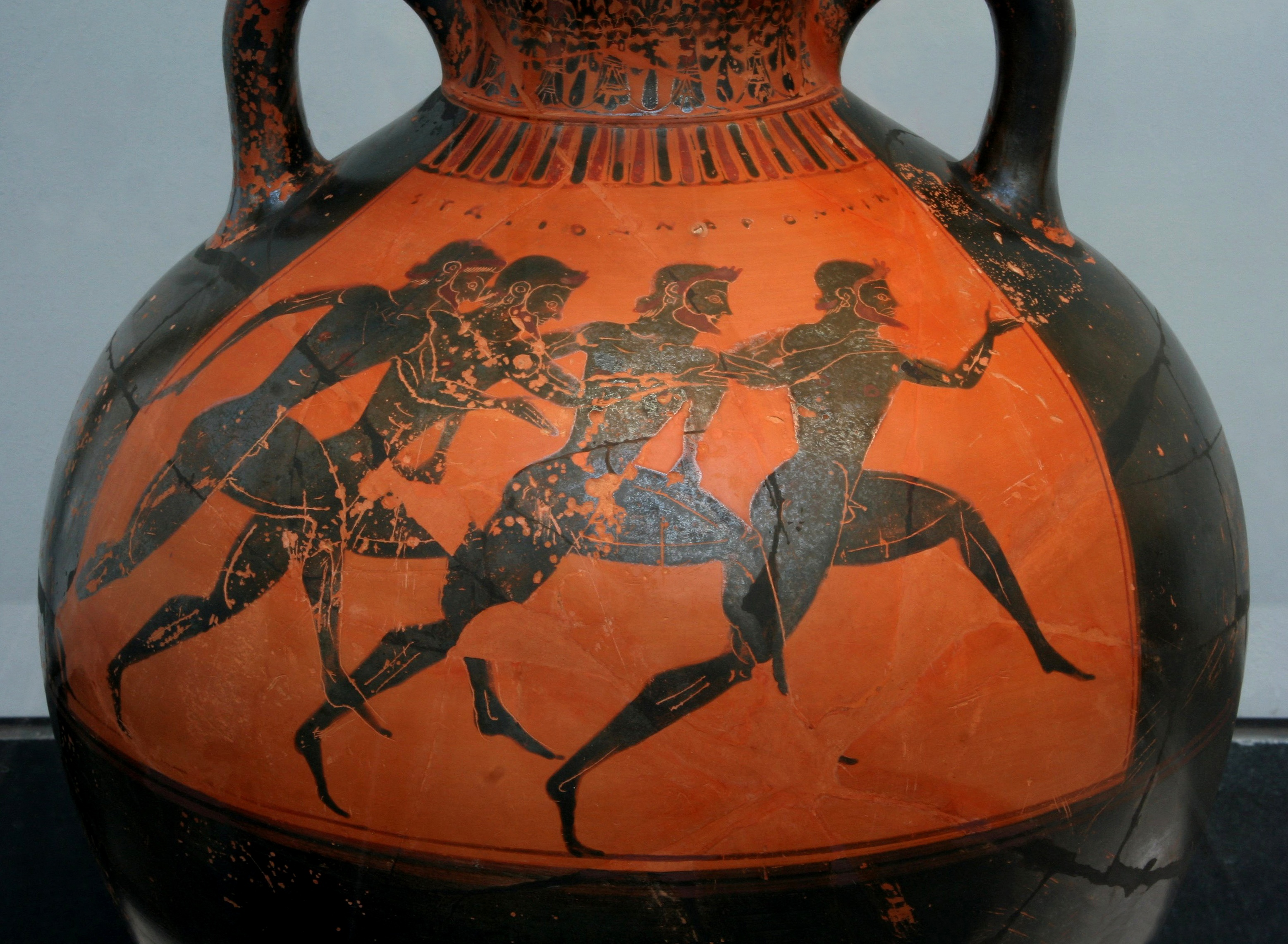
オリンピックの様子を描く古代ギリシアの花瓶

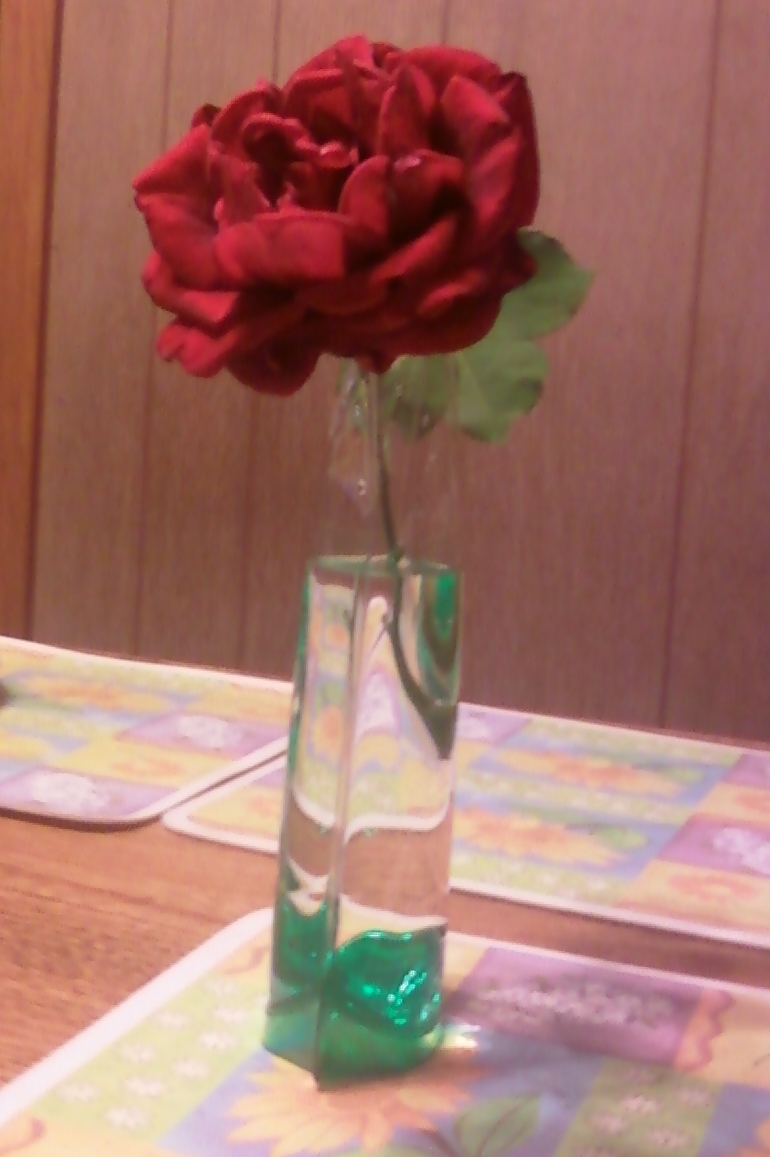
collapsible vaseの一輪差し（2013年）

### 東アジア
- 日本

花瓶は仏教の儀式において重要な役割を担っていた。花瓶は香炉と燭台と共に三具足を構成し、仏の供養のために欠かせない道具であった。仏具としての花瓶の多くは、その首や胴に紐飾りが施されていた。浄土真宗においては「華瓶」または「花鋲」（いずれも“けびょう”と読む）と称され、基本的に一対で使用する小型の仏具となっている。その用途は花挿しではなく、水を入れた華瓶に樒（しきみ）を挿し香水として供えるというもので、水を貴重なものとするインド仏教の作法である。仏教の諸宗派では茶碗や湯のみを用いて水を供えるが、浄土真宗ではインド仏教の作法に従い茶碗などを使用せず華瓶を用いて水を供えることを伝統としている。なお、浄土真宗では、華瓶には青木のみを挿し色花や造花は挿してはならないと教えている。
また、茶道においては「花入」または「花入れ」（いずれも“はないれ”と読む）と呼び、茶室を彩り、茶席に華やかさを持たせる意味合いで花瓶が用いられている。茶席に用いられる花瓶は竹を切っただけの簡素なものや、落ち着きのある素焼きの花瓶やこぢんまりしたもの、ほっそりとしたものなど茶室の雰囲気の即したものが好んで用いられるほか、本来別の用途で使うような器物を「見立て」として使うなどするのも吉とされる。なお、茶席で用いられる花は「茶花」（ちゃばな）と呼ぶ。
- 朝鮮

李氏朝鮮時代の花瓶は、中国に影響を受けて始まり最盛期を迎えていた白磁や青磁のものが主流であった。ことに高麗青磁の名品は日本においても高く評価されたが技術継承が滞り勝ちであったことから徐々に衰退、中国の影響で白磁にごく控えめに花鳥をモチーフにした色絵をつける独特の様式が現れるようになる。

### 南欧
古代ギリシア人は花瓶に風景を描いていた。その描写は今日の考古学者たちに、当時の生活に関する貴重な情報を提供している。

### 西欧
ザクセン選帝侯フリードリヒ・アウグスト1世は、東洋の磁器の熱心な収集家であり、景徳鎮や有田で作られた花瓶を愛でた。選帝侯の東洋製花瓶に対する熱狂を伝える逸話の一つに、プロイセン王が所持する青磁花瓶を入手するため600人の自国兵士との交換を申し出たという話がある。選帝侯の収集物はドレスデンのツヴィンガー宮殿に保管されている。

## 花瓶と芸術

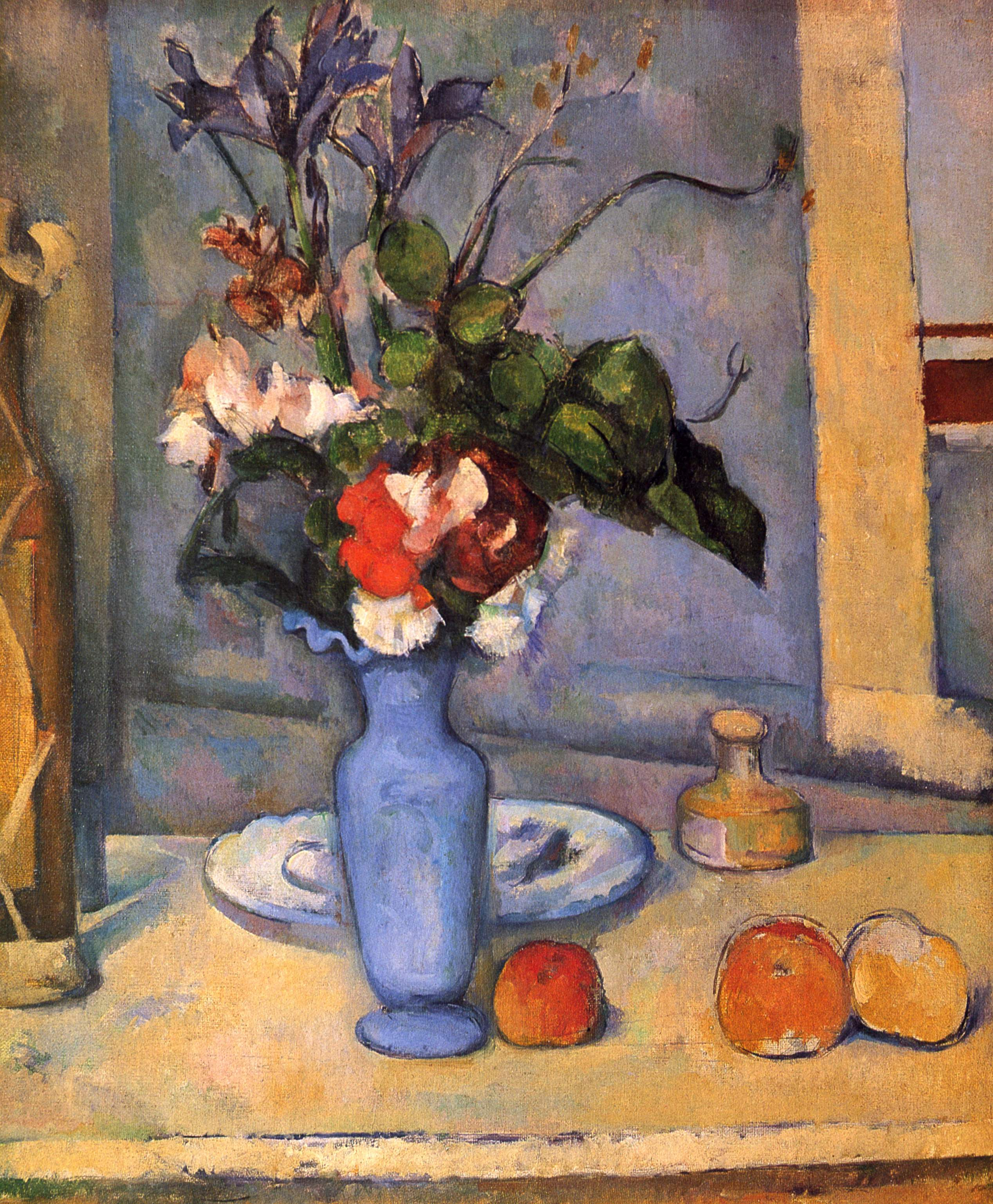
ポール・セザンヌ「青い花瓶」

### 芸術作品としての花瓶
花瓶はそれ自体が芸術作品として発展してきた。芸術的に優れた花瓶は、花がない状態でも部屋の装飾となりうる。
花瓶のデザインを専門とする芸術家は、花瓶デザイナーと呼ばれる。世界的に有名な花瓶デザイナーとしては、2003年ターナー賞を受けたグレイソン・ペリーらが挙げられる。

### 芸術作品の中の花瓶
花瓶は静物画の対象ともなる。花を主題とする絵の中で副次的に描かれる場合が多いが、花瓶をフォーカスした作品や花瓶のみが描かれた作品もある。セザンヌなどに代表される印象派画家の作品においてそういった傾向が強く、花びらを透かす光の柔らかさと花瓶の硬質な輝きなど、まったく質感の違う素材を調和させて描く技術が求められた。

## 他言語における花瓶

### 英語
花瓶は英語でVaseと呼ばれる。Vaseと花瓶は若干意味を異にする。
日本語の「花瓶」は「花」の字が入っていることから、専ら花を飾るための容器を指す。一方で、Vaseにはそのような制限がなく、花瓶のような形をしたペン立てもVaseと呼ばれることがある。VaseはVessel（容器、船）と同語源と考えられている。また、Urn (壷)と呼ばれるものを花瓶として使うこともある。
また、欧米では花瓶と植木鉢の実用的区別が比較的曖昧である。排水孔のない装飾用植木鉢に鉢植えをすっぽり収めたり、花を活けたりもする。このような装飾用植木鉢を英語で"Jardiniere"、"Cache pot"と呼び、栽培用の植木鉢を"Flower pot"、"Planter"等と呼ぶが、これらもまた厳密に区別されているわけではない。